# Surch Kotal

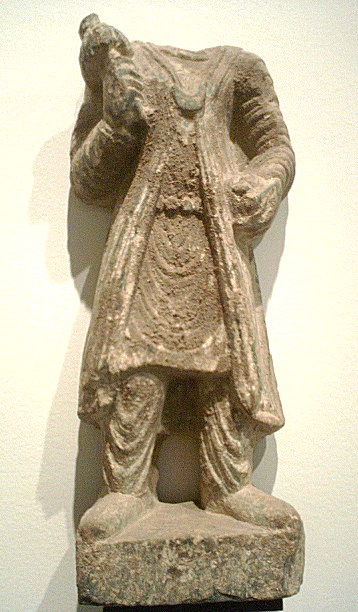
Kuschana, stehende Steinfigur eines fürstlichen Mannes. Er trägt den für Afghanistan typischen langen Mantel aus Schafwolle (Pustin) und Filzstiefel. Kanischka-Standbilder aus Surch Kotal sind ähnlich und von ebenso strenger Frontalität, jedoch als Zeichen königlicher Macht üppig mit Schmuck und Waffen ausgestattet, entsprechend den Funden aus Mat bei Mathura. – Musée Guimet, Paris

Koordinaten: 36° 3′ 0″ N, 68° 34′ 0″ O
Surch Kotal oder Surkh Kotal (persisch سرخ كوتل, DMG Surḫ Kōtal, ‚Roter Hügel‘), auch Tschaschma-i Schir (چشمه شير, DMG čašma-i šīr, ‚Šīr-Quelle‘) oder Chashma-i Shir bzw. Sar-Tschaschma (سر چشمه, DMG sar-čašma, ‚Quelle, Ursprung‘) oder Sar-Chashma ist eine archäologische Ausgrabungsstätte in Afghanistan. Bei Grabungen seit den 1950er Jahren sind die Ruinen einer Festung und eines Umgangstempels freigelegt worden, der als eines der Vorbilder für die spätere Entwicklung des indischen Tempels gilt. Die Tempelanlage wurde vom kuschanischen Herrscher Kanischka (reg. etwa um 100–126 n. Chr.) errichtet und diente vermutlich dem dynastischen Kult der Kuschanakönige.

## Lage
Surch Kotal liegt im Distrikt Pol-e Chomri der Provinz Baglan, etwa 15 Kilometer nördlich der ebenfalls Pol-e Chomri genannten Provinzhauptstadt und westlich der Straße, die über Robatak zum nordwestlich gelegenen Masar-e Scharif führt. Die Kultstätte befindet sich nördlich des Hindukusch-Gebirges am westlichen Rand des Kundustales, einen Kilometer westlich der kleinen Ortschaft Wazghari. Der Kundus ist ein Nebenfluss des Amudarja, der als der frühere Oxus durch die historische Landschaft Baktrien floss. Entlang seinen Ufern wächst an dieser Stelle Getreide auf fruchtbarem, bereits zur Zeit der Kuschanas bewässertem Ackerland. Auf den Berghängen überwiegen Böden aus sandigem Lehm, Kies und Kalkstein mit wenig Pflanzenbewuchs während der sommerlichen Trockenzeit. In Pol-e Chomri wurde in den 1950er Jahren ein weiterer Tempel der Kuschana-Zeit ausgegraben.

## Bauplan

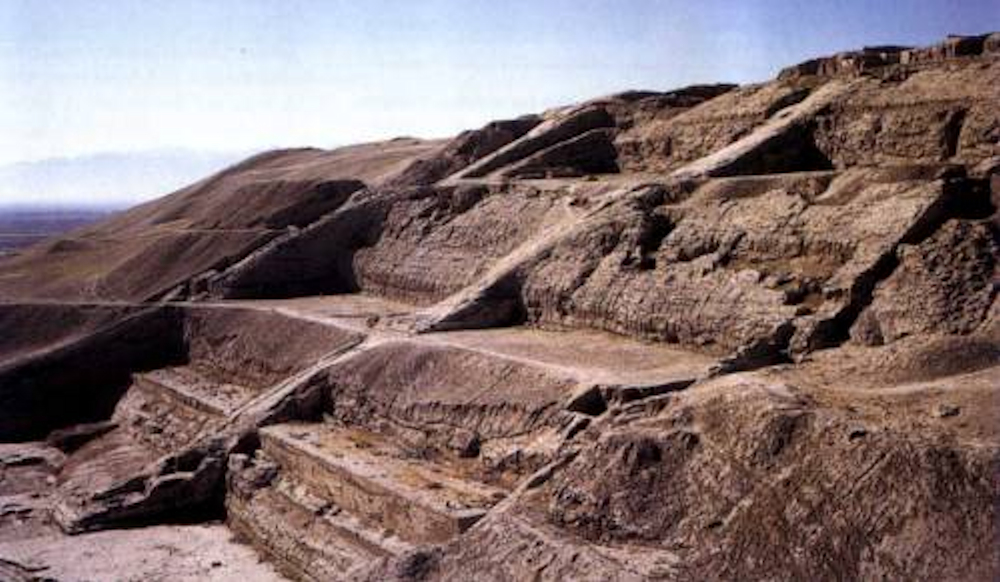
Terrassierte Anlage mit Treppenaufgängen auf deren Spitze der Feuertempel stand

Die Tempelanlage steht auf der letzten Anhöhe eines Bergvorsprungs am Rand der Ebene. Die Anlage hat eine Breite von etwa 80 m und eine Länge von rund 200 m. Fünf Terrassen steigen von den Feldern der Ebene auf den Tempelberg. In der Mitte der Terrassen befinden sich breite Treppenaufgänge mit je über 100 Stufen. Die 150 Meter lange Rampe führt zum zentralen Heiligtum auf der obersten, künstlich eingeebneten Terrasse, die als Akropolis befestigt war. Der 11 × 11 m große Hauptraum (Cella) des Tempels diente der Feuerverehrung. Der Altar stand auf einer quadratischen Steinbasis mit einem dreistufigen Aufgang an der Frontseite im Osten und Säulen in geringem Abstand nahe den vier Ecken innerhalb des Raums. Sockel und Säulenbasen aus Kalkstein, die griechischen Einfluss zeigen, wurden von 1952 bis 1953 ausgegraben und konserviert. Der Cella war auf drei Seiten ein Umgangskorridor hinzugefügt.
Der Feuertempel besaß ursprünglich eine Dachkonstruktion aus waagrechten Holzbalken, die bei einem Umbau im 3. oder 4. Jahrhundert durch halbkreisförmige Rundbögen zwischen den Nischenwänden ersetzt wurde. Die innere Cella dürfte dabei den Umgangskorridor überragt haben. Das Gebäude ist in vieler Hinsicht dem buddhistischen Tempel in Ak-Beschim im Norden Kirgisistans ähnlich.
Der große Hof wurde durch eine Umfassungsmauer aus Lehmziegeln (Peribolos)  mit Vorsprüngen nach außen geschützt. In den zum Hof geöffneten Nischen dieser Vorsprünge waren Skulpturen aus Kalkstein aufgestellt, Porträtfiguren, die als Ahnengalerie von Kuschana-Herrschern gedeutet werden. Erhaltene Fragmente sind das Bruchstückt einer männlichen Figur in Reitertracht und eine lebensgroße kopflose Steinstatue von Kanischka. Weitere Plastiken aus Lehm und Gips sind schlecht erhalten. Der Mauer war innen eine Säulenreihe vorgestellt, von der attische Steinbasen freigelegt wurden. In deren Mitte befand sich ein Loch zur Aufnahme eines hölzernen Pfostens, den eine Säule aus geschichteten Lehmziegeln umgab. Die Decke dieser Kolonnade und der übrigen Gebäude bestand aus mit einer Lehmschicht überzogenen Holzbalken. Dies entspricht Bauformen, die bis heute an traditionellen afghanischen Wohnhäusern noch vorkommen; flache Lehm-Estrich-Decken gab es bereits an mehrstöckigen Gebäuden in Mohenjo-Daro. 
Ein kleinerer quadratischer Feuertempel mit später angefügtem Umgang auf vier Seiten befand sich an der Südwand des großen Hofes (Tempel D) und ein dritter Tempel lag außerhalb der Befestigungsmauern. Tempel D besaß – unüblich – einen Eingang im Osten und einen Eingang im Süden. Ein ähnlicher buddhistischer Tempel aus dem 6. bis 8. Jahrhundert in der Zitadelle von Kafirkala (heute im Südwesten Tadschikistans) könnte anstelle des für die altiranische Tempelarchitektur üblichen einzigen, zu einem Hof gerichteten Eingangs ebenfalls für eine gewisse Zeit zwei Eingänge gehabt haben. In einem Kilometer Entfernung auf der anderen Talseite wurde die mutmaßliche Plattform eines Tempels mit Resten von Kalksteinkapitellen gefunden. An dem Ort wurde eine überlebensgroße Buddhastatue aus Lehm verehrt. Eine in der Nähe vorhandene Wohnsiedlung, die zu den beiden Tempelanlagen in Beziehung stand, kann nur vermutet werden.
Auf dem Bergplateau neben dem Haupttempel sowie dem südlich davon liegenden Hügel und einer 500 m nordwestlich liegenden Anhöhe befinden sich Überreste von Befestigungsanlagen und im Westen Ruinen einer Wohnsiedlung.

## Grabungsgeschichte
Die Tempelanlage wurde von 1952 bis 1966 durch den französischen Archäologen Daniel Schlumberger im Auftrag der Délégation archéologique française en Afghanistan in den Fundamenten freigelegt. Weitere Erkundungen fanden Anfang der 1970er Jahre unter deutscher Leitung statt. Raubgrabungen in großem Stil und die Zerstörung durch das Talibanregime 2001 haben die Anlage schwer beschädigt. Daran änderte auch die 1981/82 erfolgte Erklärung zum UNESCO-Weltkulturerbe nichts. Fotos von 2003 zeigen, dass die Plattform des Feuertempels untergraben und geplündert wurde.
Während der Ausgrabungen in Surch Kotal und an zahlreichen weiteren Fundstätten der Region gesammelte Keramik wurde mit dem Begriff „Kuschana-Keramik“ versehen. Es wurden vorwiegend Formen der griechischen Baktrier übernommen, die Unterschiede zur griechischen Keramik von Ai Khanoum in Nordafghanistan (Provinz Tachar) sind gering. Neuerungen sind bestimmte eingeritzte Muster und ohne Töpferscheibe geformte dickbauchige Töpfe.

### Kanischka-Inschrift
Noch wichtiger als Keramikfunde, die wie auch die ausgegrabenen Skulpturen den griechischen Einfluss auf die Kuschana-Kultur zeigen, ist die 1957 von den Franzosen gefundene erste größere baktrische Inschrift. Ihr Text wurde von André Maricq veröffentlicht, der einige Wörter und Satzteile übersetzen konnte, darunter den Namen des Kuschana-Königs Kanischka. Die Inschrift handelt von der Gründung eines Tempels durch Kanischka, der wegen Wassermangels aufgegeben wurde. Der Tempelkult wurde wieder eingeführt, als im Jahr 31 der Herrschaft von Kanischka, also anfangs der Regierungszeit seines Nachfolgers Huvischka (Anfang 2. Jahrhundert) ein Brunnen gegraben wurde. Es handelt sich bis heute um die wichtigste baktrische Quelle, später gefundene Inschriften brachten keine wesentlich weiteren Informationen. Diese „Kanischka-Inschrift“ enthält 25 Zeilen mit griechischen Buchstaben, die in baktrischer Sprache verfasst sind. Sie gehört zu den frühesten schriftlichen Quellen der afghanischen Geschichte und befindet sich im Nationalmuseum Kabul.
30 Jahre älter, also aus dem ersten Regierungsjahr Kanischkas ist eine Inschrift, die 1993 rund 20 Kilometer nordwestlich von Surch Kotal zum Vorschein kam. Sie wurde nahe beim Dorf Rabatak, südöstlich des Rabatak-Passes, zufällig bei Grabungsarbeiten von Mudschahidin in den Ruinen einer mittelalterlichen Karawanserei entdeckt. Die Rabatak-Inschrift befindet sich auf einer rund 500 kg schweren Steinplatte. Den Text hat Nicholas Sims-Williams, Professor am SOAS in London, übersetzt. Die Inschrift war anlässlich der Gründung eines Tempels in Rabatak entstanden, der Statuen von Göttern und Königen enthalten hatte, und erklärt unter anderem, dass Kanischka die baktrische Sprache anstelle des Griechischen als Verwaltungssprache in seinem Reich einführte. Die im Text enthaltene Liste von zum Herrschaftsbereich gehörenden Städten in Nordindien zeigt die zu dieser Zeit größte Ausdehnung des Kuschana-Reiches. Die Tempelanlage von Rabatak erlitt, bevor sie archäologisch untersucht werden konnte, schwere Schäden durch Plünderungen.

## Umgangstempel

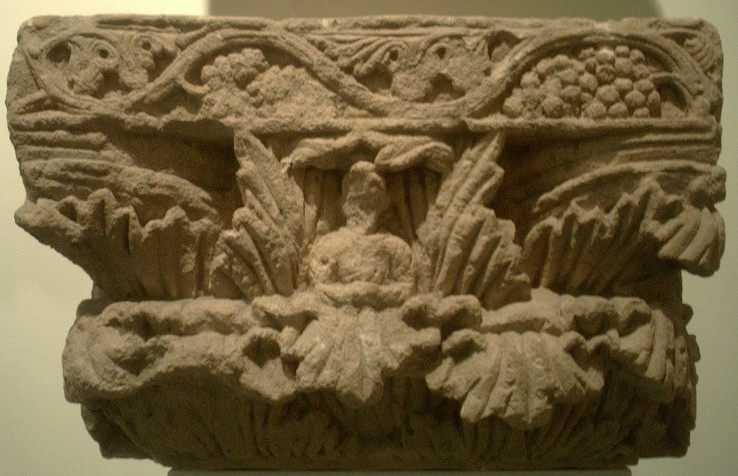
Kapitell

Die Kuschanas auf dem Gebiet Gandharas gelten als kulturelle Mittler zwischen dem sassanidisch-iranischen und dem indischen Raum, wo sie als erste Münzen prägten und die bildliche Darstellung Buddhas einführten. Auch auf die Entwicklung der indischen Baukunst übten sie einen entscheidenden Einfluss aus. In Surch Kotal und Umgebung gefundene Inschriften und Münzen zeigen die Kuschana-Herren als Anhänger iranischer Religionen, zur gleichen Zeit in Nordindien gefundene Kharoshthi- und Brahmi-Inschriften lassen unter König Kanischka Anhänger des Buddhismus vermuten.

### Herkunft
Der Grundplan des zentralen Tempels stammt aus dem Iran. Umgangstempel waren im Iran bereits zur Zeit der Achämeniden im 6. bis 4. Jahrhundert v. Chr. bekannt, so der ebenfalls quadratische, mit vier inneren Säulen ausgestattete und nach Osten geöffnete Feuertempel von Susa, ebenso der später unter den Parthern errichtete Fratadaratempel in Persepolis (dieser mit Eingang im Westen). Ein anderes Vorbild dieser Bauform stammt aus dem griechisch beeinflussten Baktrien in derselben Region: In der am Oxus gelegenen und von Alexander eingenommenen Stadt Ai Khanoum wurden Korridore um zentral gelegene quadratische Tempelräume in einem Wohnhaus im Südteil der griechischen Stadtanlage und in einem Palasts ausgegraben. In der baktrischen Stadt Dilbarjin in Nordafghanistan gab es einen rechteckigen Umgangstempel mit Eingang von der Breitseite, der im 2. Jahrhundert v. Chr. begonnen wurde. Durch die Einführung buddhistischer Kultbilder wurde ein Ort für deren Aufstellung benötigt und in der Bauform dieser Umgangstempel gefunden.

### Vorbild für Indien
Das Konzept des quadratischen Umgangstempels, wie er in Surch Kotal idealtypisch gefunden wurde, gelangte vermutlich zunächst nach Mathura und war Ausgangspunkt für buddhistische Kultbauten im nordindischen Ursprungsgebiet dieser Religion. In der auf die Kuschanas folgenden Gupta-Dynastie wurden um 500 n. Chr. bereits die ersten hinduistischen Tempel gebaut, der indischen Vorstellung eines Kultraums als Höhle (Garbhagriha) entsprechend als niedrige quadratische Räume (Tempel Nr. 17 in Sanchi). Auch die großen südindischen Tempelgebäude entwickelten sich aus dem buddhistischen Umgangstempel zusammen mit dem ebenfalls aus dem Norden stammenden hohen Dachaufsatz.

## Terrassenanlage
Aus der Ebene hätte eine Treppe einfacher zentral bis zur obersten Plattform entlang des gleichmäßig ansteigenden Bergreliefs führen können. Gebäudereste auf den unteren Terrassen sind nicht verzeichnet. Die mit gewaltigem Grabungsaufwand hergestellten Terrassen stellen bei der exakt nach Osten ausgerichteten Gesamtanlage einen kosmischen Gesamtplan her. Es wird ein künstlicher Berg geschaffen, der in kosmogonischen Mythen einer Nachschöpfung des Urbergs im Zentrum der Welt entspricht. Indem der Berg bearbeitet wird, wiederholt sich die Erschaffung und Formgebung der Welt aus dem Chaos. Durch Vollzug der Riten am Altar im Bergheiligtum wird das Land dann endgültig dem Herrschaftsbereich einverleibt. Die Symbolik des kosmischen Berges war in Altägypten ebenso verbreitet wie in ganz Asien.
Das Opfer am Altar ist eine rituelle Handlung, mit der der Akt der Schöpfung später immer aufs Neue vollzogen wird. Opferungen gab es auf den aus dem Fels gehauenen Hochaltären in Petra, den biblischen „Altären auf den hohen Bergen“ (Jeremia 17, 2) bis zu den Altären auf den Tempelbergen, die sich mit der indischen Tradition nach Südostasien ausgebreitet haben. In vedischen Opfertexten (Brahmanas) wird erwähnt, wie durch das Feueropfer auf dem Altar das  Land förmlich in Besitz genommen wird.
Ein getreppter Sockel erhöht die Bedeutung der Platzanlage, er wird zum Symbol des geistigen Aufstiegs und überbrückt die Trennung zwischen der weltlichen und der göttlichen Sphäre. Der erste Kniefall findet vor ihm und nicht auf ihm statt. Der Sockel ist bereits Teil des heiligen Ortes, und im Aufstieg nähert man sich dem Mittelpunkt der Welt. Die riesigen Terrassen werden somit zum Stufensockel des Tempelberges.